# Cerberilla
Cerberilla es un género de moluscos nudibranquios de la familia Aeolidiidae.

## Especies
El Registro Mundial de Especies Marinas reconoce las siguientes especies en el género:
- Cerberilla affinis Bergh, 1888
- Cerberilla africana Eliot, 1903
- Cerberilla albopunctata Baba, 1976
- Cerberilla ambonensis Bergh, 1905
- Cerberilla annulata (Quoy & Gaimard, 1832)
- Cerberilla asamusiensis Baba, 1940
- Cerberilla bernadettae Tardy, 1965
- Cerberilla chavezi Hermosillo & Valdés, 2007
- Cerberilla incola Burn, 1974
- Cerberilla longibranchus (Volodchenko, 1941)
- Cerberilla longicirrha Bergh, 1873
- Cerberilla moebii (Bergh, 1888)
- Cerberilla mosslandica McDonald & Nybakken, 1975
- Cerberilla potiguara Padula & Delgado, 2010
- Cerberilla pungoarena Collier & Farmer, 1964
- Cerberilla tanna Ev. Marcus & Er. Marcus, 1960

Especies cuyo nombre ha dejado de ser aceptado por sinonimia:
Cerberilla bernadetti Tardy, 1965 aceptada como Cerberilla bernadettae Tardy, 1965

## Galería

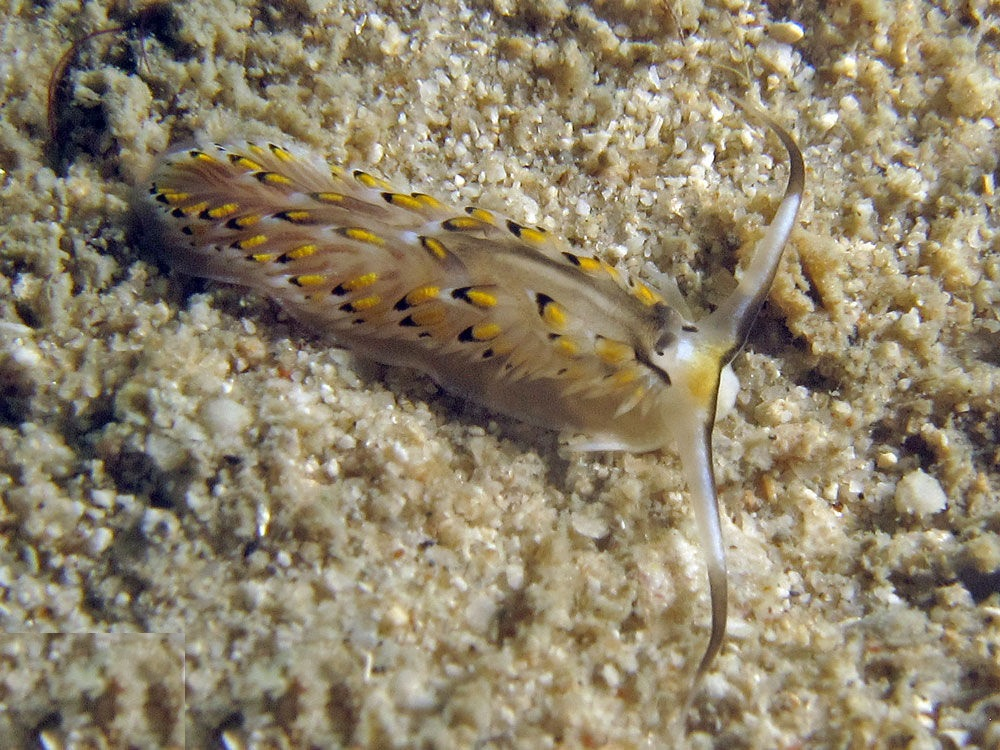
Cerberilla affinis
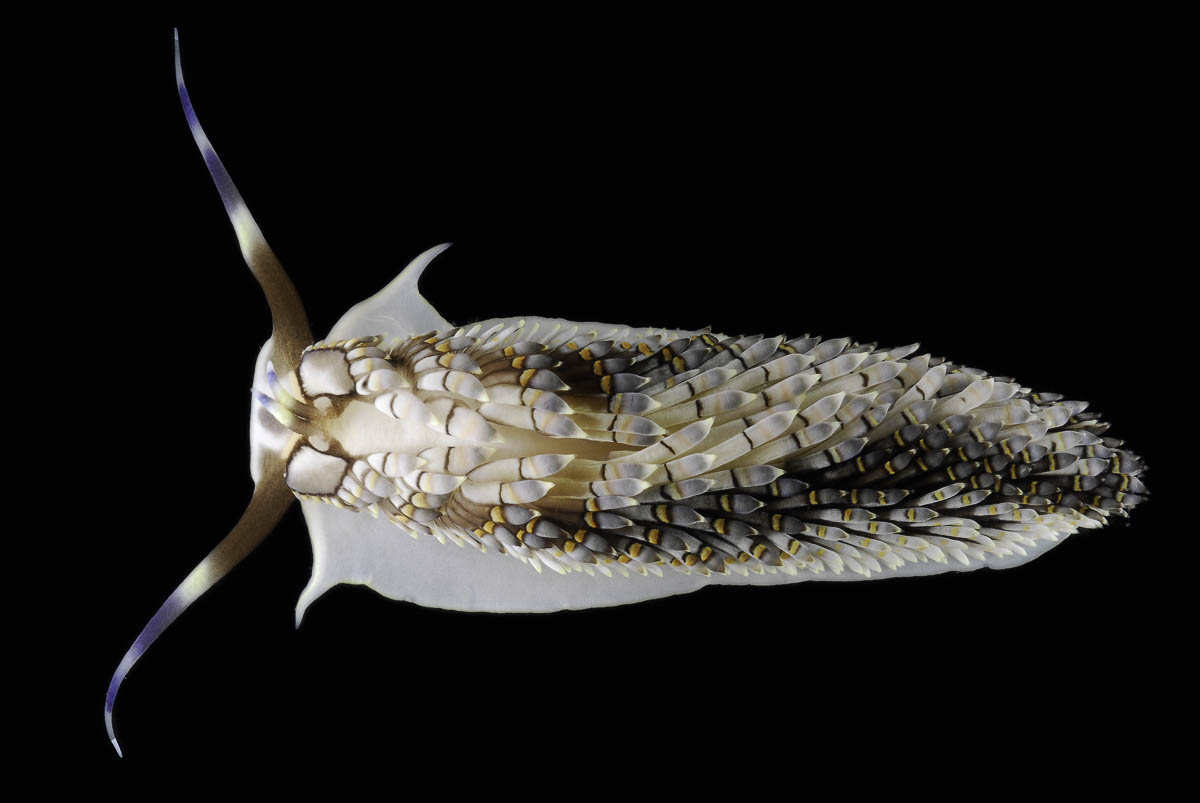
Cerberilla africana
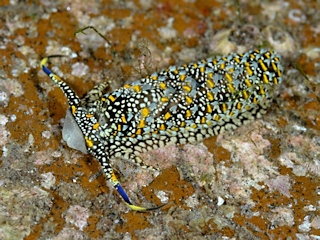
Cerberilla albopunctata
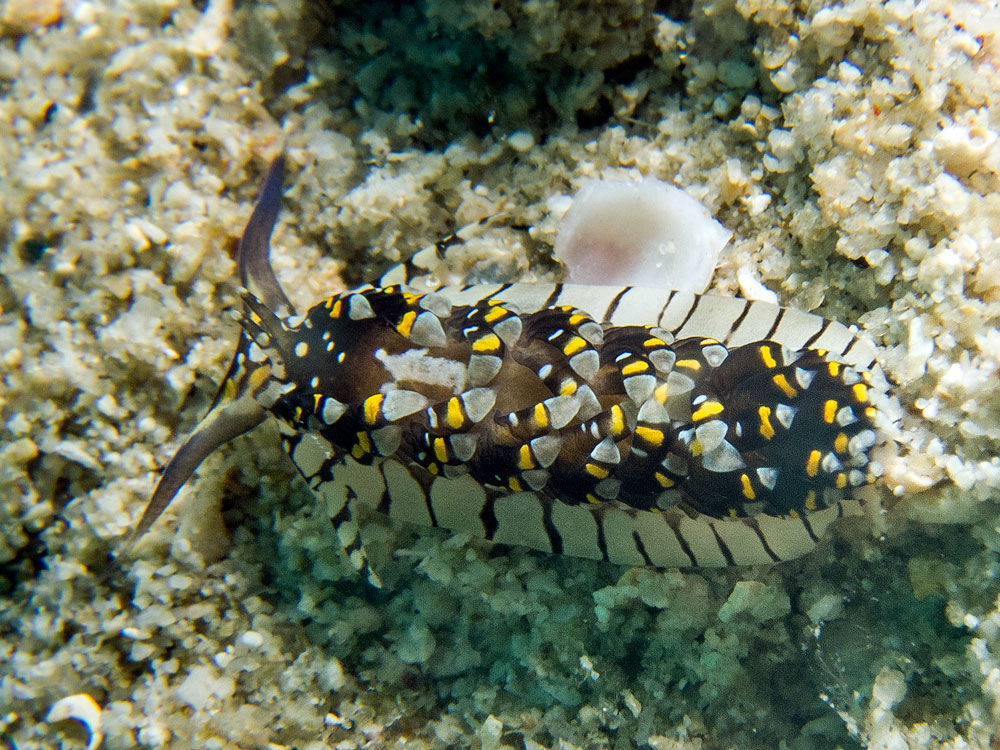
Cerberilla ambonensis
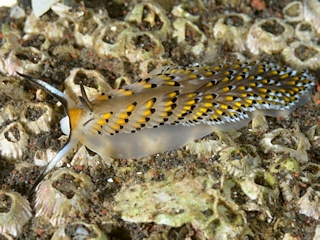
Cerberilla asamusiensis
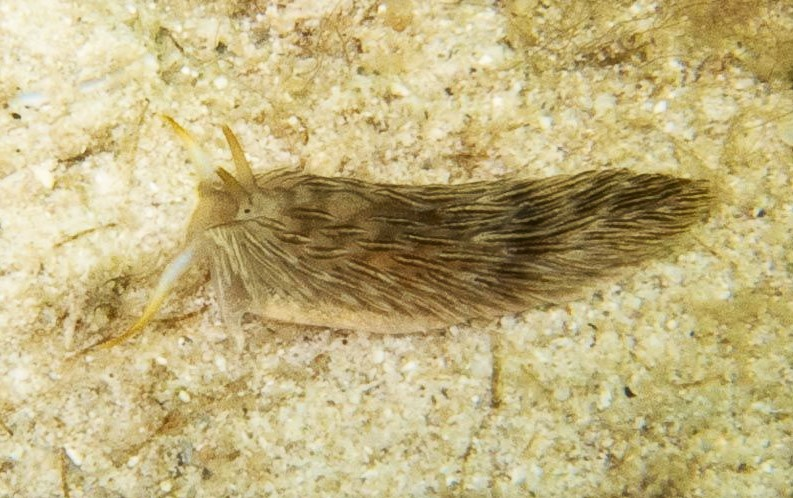
Cerberilla incola

## Morfología
El género se caracteriza por tener el pie más ancho que el cuerpo, con las esquinas anteriores tentaculiformes distintivas; los rinóforos pequeños, lisos y cilíndricos; los dientes radulares son grandes, fuertes y pectinados (en forma de dientes de peine), y están provistos de dentículos laterales altos que alternan con otros pequeños; el ano está situado en el lateral derecho del cuerpo, bajo el nivel del notum; y el pene es grande y no armado.

## Reproducción
Son ovíparos y hermafroditas simultáneos, que cuentan con órganos genitales femeninos y masculinos: receptáculo seminal, bursa copulatrix o vagina, próstata y pene. No obstante, no pueden autofertilizarse, por lo que necesitan copular con otro individuo para ello. Los huevos eclosionan larvas planctónicas velígeras que desarrollan a la forma adulta.

## Alimentación
Principalmente son predadores carnívoros, alimentándose de anémonas marinas,

## Hábitat y distribución
Habitan aguas templadas y tropicales, en un rango de profundidad entre 3 y 529 m. Normalmente se hallan en sustratos arenosos, donde se entierran, por lo que se ven raramente, lo que ha supuesto el que sea uno de los géneros menos estudiados de la familia.
Estas pequeñas babosas marinas se distribuyen por los océanos Atlántico, incluido el Mediterráneo, Índico y Pacífico, desde las costas africanas hasta Vancouver y California, y al norte hasta Japón.